# Robus
Robustiano Bilbao Etxebarria, detto Robus (Getxo, 18 dicembre 1900 – ...), è stato un calciatore spagnolo, di ruolo attaccante.

## Carriera

### Club
Ha sempre giocato nel campionato spagnolo.

### Nazionale
Ha collezionato una sola presenza con la propria Nazionale.